# 2025 en Croatie
Chronologie de la Croatie
- 2021
- 2022
- 2023
- 2024
- 2025
- 2026
- 2027
- 2028
- 2029

Cette page concerne les évènements survenus en 2025 en Croatie :

## Événements

### Janvier
- 12 janvier : Zoran Milanović  est réélu président de la république.

#### Articles sur l'année 2025 en Croatie
- Élection présidentielle croate de 2024-2025
- Élections municipales croates de 2025

#### L'année sportive 2025 en Croatie
- Championnat du monde masculin de handball 2025
- Coupe du monde féminine de hockey en salle 2025
- Coupe du monde masculine de hockey en salle 2025